# 今井かおる
今井 かおる（いまい かおる）は、日本の女性声優。主にアダルトゲームに声をあてている。

## 人物
2002年にトラヴュランスより発売された『しませアイドル』にて始めゲーム出演を果たす。その後Leafより2005年に発売された『Tears to Tiara』を最後に出演をしていない。

## 出演
太字は主役・メインキャラクター。

### アダルトゲーム
- しませアイドル（2002年、松浦あゆみ）
- しすこん 妹魂（2002年、山田あきる）
- 召ふくらみかけ（2002年、椎名ちまり）
- Infantaria XP（2003年、ハルナ[1]）
- 女の子のヒミツ（2003年、デイジー）
- しあわせのかたち（2003年、藤崎成海）
- ジュエルナイツ・クルセイダーズ（2003年）
- ふくらみかけ りた〜んず（2003年、椎名ちまり）
- MATERIAL（2003年、フレイア）
- AngelWish 〜放課後の召使いにチュッ!〜（2004年）
- 看護しちゃうぞ3 看護婦さんは甘えんぼ（2004年、今井さやか）
- こころちゃんの秘密診療ファイル（2004年、七尾未亜）
- 仔猫同盟（2004年、三澤奈月）
- THE 面接官（2004年、八木奈津子）
- ジェミニ（2004年、森永優花）
- 雫 リニューアル（2004年、太田香奈子）
- 裸エプロン学園（2004年、丹羽貴美）
- L'Heure Bleue〜ルール・ブルー〜（2005年、セシル[2]）
- Tears to Tiara（2005年、オクタヴィア）

### 一般向ゲーム
- AngelWish 〜君の笑顔にチュッ!〜（2005年）